# Hub Karen
Hub Karen är ett shopping- och nöjescenter i stadsdelen Karen i Kenyas huvudstad Nairobi. Centret har en total yta på omkring 350 000 kvadratmeter, hyser 85 affärer och slog upp portarna för allmänheten den fjärde februari 2016.